# Jim Henson
James Maury Henson, detto Jim (Greenville, 24 settembre 1936 – New York, 16 maggio 1990), è stato un artista, inventore, fumettista e regista statunitense, celebre per essere stato l'inventore dei Muppet.
È considerato il più influente ed innovativo burattinaio della storia televisiva degli Stati Uniti.
È stato il burattinaio di svariati Muppet, tra cui Kermit la Rana e Rowlf del Muppet Show e Ernie di Sesame Street. Ha anche diretto i film Dark Crystal (1982) e Labyrinth - Dove tutto è possibile (1986).

## Biografia

### Primi anni
Henson è nato a Greenville, Mississippi, da Betty Marcella e Paul Ransom Henson, un agronomo, secondo di due fratelli. Egli fu allevato come cristiano scientista e visse i suoi primi anni a Leland e poi si mosse con la sua famiglia a Hyattsville, Maryland, vicino a Washington, nei tardi anni quaranta.. Più tardi ricorderà l'arrivo della prima televisione in famiglia come "la cosa più grande della mia adolescenza". Sarà influenzato dal ventriloquo radio Edgar Bergen e da uno dei primi spettacoli con pupazzi di Burr Tillstrom e Bil e Cora Baird..
Nel 1954, mentre frequentava la Northwestern High School, iniziò a lavorare per la WTOP-TV, creando pupazzi per uno spettacolo per bambini del sabato mattina chiamato The Junior Morning Show. Dopo il diploma di scuola superiore, Henson si iscrisse all'università del Maryland, College park, ad un corso d'arte, pensando di poter diventare un artista commerciale. Dei creatori di burattini lo introdussero a corsi di creazione e di tessitura all'università di economia domestica, e si laureò nel 1960 in economia domestica. Come matricola, Henson produsse Sam and Friends, uno spettacolo live-action di burattini di cinque minuti per la WRC-TV. I personaggi erano i precursori dei Muppets e lo show includeva un prototipo del personaggio più famoso di Henson: Kermit la Rana.
Nello show iniziò sperimentando tecniche che avrebbero cambiato il modo di fare il burattinaio in televisione inclusa la cornice definitiva per consentire al burattinaio di muoversi anche off-. Credendo che gli spettacoli televisivi dovessero avere "vita e sensibilità" Henson cominciò a creare personaggi con la gommapiuma, permettendo loro di esprimere una gamma più ampia di emozioni nel momento in cui molti pupazzi erano di legno intagliato. Le braccia delle marionette erano controllate con corde, ma Henson usò stecche per muovere le braccia dei suoi Muppets, cosa che permette un maggiore controllo dei movimenti. In più, egli voleva che i suoi burattini "parlassero" nel modo più creativo possibile rispetto ai precedenti pupazzi (i quali muovevano la bocca a caso) e lui usava precisi movimenti durante i suoi dialoghi.
Quando Henson iniziò a lavorare a Sam and Friends, chiese alla matricola Jane Nebel (1934 - 2013) di aiutarlo. Lo spettacolo ebbe un buon successo, ma dopo essersi laureato Jim cominciava ad avere dubbi sul proseguire la sua carriera da burattinaio. Si allontanò in Europa per diversi mesi, in cui si ispirò ai pupazzi e ai burattinai europei, che facevano il loro lavoro come una forma d'arte. Al suo ritorno negli Stati Uniti, egli e Jane cominciarono a frequentarsi. Si sposarono nel 1959 ed ebbero cinque figli: Lisa (1960), Cheryl (1961), Brian (1962), John (1965) e Heather (1970), ma i due si separarono nel 1986, sebbene rimasero vicini per il resto della sua vita.

### Lotte e progetti negli anni '60
Nonostante il successo di Sam and Friends, Henson spese i due decenni a seguire in spot, talk show e progetti per bambini prima di essere in grado di realizzare il suo sogno che vedeva i Muppets come "una forma di intrattenimento per tutti". La popolarità del suo lavoro in Sam and friends nei tardi anni cinquanta portò a una serie di apparizioni in talk shows e spettacoli di varietà, tra cui anche l'Ed Sullivan Show.
Tra uno degli spot più popolari di Henson c'era uno spot per l'azienda Caffè Wilkins, dove un Muppet chiamato Wilkins (con la voce di Kermit) era posto dietro un cannone visto di profilo. Un altro Muppet di nome Wontkins (con la voce Rowlf) è davanti alla canna. Wilkins chiede "Che cosa ne pensi del Caffè Wilkins?" e l'altro risponde "Non l'ho mai provato!", allora Wilkins gli spara con il cannone. Poi gira il cannone verso la telecamera e chiede "E cosa ne pensi tu?". Henson più tardi spiegherà: «Fino ad allora le agenzie pubblicitarie cercavano di vendere i loro prodotti imponendoli duramente. Noi abbiamo pensato "perché non venderglieli facendo ridere?"». Il primo spot di sette secondi di Wilkins fu un immediato successo e fu rigirato da Henson per i caffè locali di tutti gli States. La stessa impostazione fu usata per molti altri prodotti.
Nel 1963, Henson e sua moglie andarono a vivere a New York, dove i nuovi Muppets stanno per un po' di tempo. Sua moglie Jane lascia i Muppets per badare ai figli. Henson assume lo scrittore Jerry Juhl nel 1961 e il burattinaio Frank Oz nel 1963 per sostituirla. Henson più tardi accrediterà a tutt'e due lo sviluppo dell'humor dei Muppets. Henson e Oz saranno molto amici e la loro collaborazione durerà per 27 anni; il loro lavoro di squadra si vedrà particolarmente bene nei loro ritratti dei loro personaggio Bert ed Ernie e Kermit e Fozzie Bear.
Le apparizioni nei talk show di Henson negli anni sessanta raggiunsero il culmine quando fece la sua prima apparizione Rowlf, un cane umanizzato che suonava il pianoforte. Rowlf divenne il primo Muppet che fece regolari apparizioni ad un talk show. Dal 1963 al 1966 Henson produsse dei film sperimentali. Il suo cortometraggio, Time Piece, di 9 minuti, venne candidato all'Oscar nel 1966. Nel 1969 produce The Cube.

### Sesame Street
Nel 1969 Joan Ganz Cooney e il team del Children's Television Workshop chiesero a Jim Henson di lavorare a Sesame Street, un programma che voleva far imparare ai più piccoli, ma giocando. Allo spettacolo parteciparono i Muppets Oscar il Brontolone, Bert ed Ernie Cookie Monster e Big Bird. Kermit apparì come un reporter che intervistò personaggi delle fiabe e delle filastrocche. Fu intorno a questo tempo che fu aggiunto un colletto al collo di Kermit.
All'inizio i Muppets di Henson apparivano separatamente nelle realistiche parti della "Street", ma dopo apparvero tutti insieme. Sebbene Henson spesso minimizzava la sua importanza nel successo di Sesame Street, Cooney spesso elogiava il lavoro di Henson e nel 1990 la Public Broadcasting Service lo chiamò "la scintilla che accese il nostro successo all'inizio". Il successo di Sesame Street indusse Henson ad abbandonare il settore pubblicitario. Egli ricorderà: "È stato come un incoraggiamento ad uscire da quel mondo".
Intanto egli lavorava e creava nuovi Muppets e produceva film di animazione.

### Nuovi ascolti
Henson, Frank Oz e il loro team riscossero buon successo anche sugli adulti con una serie di sketch durante la prima stagione dello spettacolo di varietà Saturday Night Live. Undici sketch Dregs and Vestiges (letteralmente "feccia e vestigia"), ambientati soprattutto nella terra di Gorch, andati in onda tra l'ottobre 1975 e il gennaio 1976.
Intorno all'ultimo sketch al SNL, Henson cominciò a sviluppare due progetti: spettacoli a Broadway e spettacoli settimanali in televisione. Nel 1976 il progetto fu respinto da una rete americana che credeva che i Muppet fossero solo una cosa per bambini. Henson infine riuscì a convincere l'impresario inglese Lew Grade a finanziare lo show, che avrebbe dovuto essere lanciato nel Regno Unito e da qualche altra parte del mondo. Nello stesso anno, abbandonò il suo progetto a Broadway e mosse il suo team creativo in Inghilterra, dove le riprese del Muppet Show ebbero inizio. Il Muppet Show era caratterizzato da Kermit la rana come ospite, e tanti altri personaggi come Miss Piggy, Gonzo e Fozzie. La parte di Kermit fu spesso comparata dai collaboratori di Jim Henson al ruolo di Henson stesso nella Muppet Producions: un capo timido e gentile con volontà d'acciaio. Caroll Spinney, l'animatore di Big Byrd e Oscar il brontolone, ricordava che Henson «non diceva mai che una cosa non gli piacesse, si limitava a dire "Hmm". Ma se una cosa gli piaceva esclamava "Adorabile!"» Henson stesso riconosceva Kermit come un alter ego, anche se egli pensava che Kermit fosse più audace del suo creatore, una volta disse "Egli può dire cose che io non posso dire."
Jim Henson fu il burattinaio di molti personaggi ben conosciuti tra cui Kermit la rana, Rowlf il cane pianista, Dr. Denti, lo Chef svedese, Waldorf, Link Hogthrob, il Muppet Newsman.

### Transizione al grande schermo
Tre anni dopo l'inizio del Muppet Show, nel 1979, i Muppets apparirono nel loro primo film, Ecco il film dei Muppet. Il film ebbe successo sia dalla critica che dal pubblico con un incasso 65,2 milioni di dollari. La canzone del film, The Rainbow Connection cantata da Henson come Kermit, andò alla 25ª posizione nella Billboard Hot 100 ed ha avuto una candidatura per l'Academy Award. Nel 1981 c'è stato un sequel, questa volta diretto da Henson stesso e intitolato Giallo in casa Muppet con il quale Henson decise di smettere con il Muppet Show per dedicarsi solo ai film; di tanto in tanto i Muppets continuavano ad apparire in film per la TV e in qualche programma.
Nel 1982 Henson fondò la Jim Henson Foundation per promuovere e sviluppare l'arte del burattinaio negli Stati Uniti. Di lì a poco cominciò pure a girare film fantasy o semi-realistici, come The Dark Crystal, ma questa volta senza i Muppets; questo film riscosse buon successo sia dalla critica che dal pubblico. L'anno dopo i Muppets "recitarono" nel film diretto da Frank Oz I Muppet alla conquista di Broadway che ricavò 25 milioni di dollari e divenne il numero 1 nei 40 film più belli del 1984. Il successivo film del 1986 Labyrinth - Dove tutto è possibile, film fantasy diretto da Henson, fu un fiasco nonostante le recensioni positive del New York Times («un film fantastico»): questo lo demoralizzò molto, e solo successivamente Labyrinth acquisirà lo status di cult anche per la presenza come attori protagonisti di David Bowie e della giovane Jennifer Connelly (reduce da Phenomena di Dario Argento). Henson e sua moglie si separarono nello stesso anno, anche se ella gli rimase ugualmente vicino per il resto della vita. Jane diceva che Jim era molto impegnato e che aveva veramente poco tempo da passare con lei e i suoi figli. Tutti i suoi cinque figli cominciarono a lavorare con i Muppets presto, anche per stare vicino al padre, come ricorderà sua figlia Cheryl.

### Ultimi anni
Anche se egli era legato ai programmi per bambini, come il programma Fraggle Rock e i Muppet Babies, Henson continuò a esplorare il mondo fantasy con la serie televisiva Storyteller (1988), che vinse un Emmy ma fu cancellata dopo nove episodi. L'anno dopo Henson ricomparve con The Jim Henson Hour, che combinava la spensieratezza dei Muppet con materiale più rischioso. Lo show fu accolto bene dalla critica, e vinse anche un altro Emmy, tuttavia venne cancellato per carenza di ascolti dopo 13 episodi. Henson incolpò la NBC del suo fallimento.
Nel 1989 Henson cedette il suo studio alla Walt Disney per circa 150 milioni di dollari; il suo desiderio era quello di lasciare la gestione del lato manageriale al colosso di Burbank, così da avere più tempo per dedicarsi alla pura creatività. Nel 1990 aveva finito di realizzare uno special TV per la Disney, The Muppets at Walt Disney World.
Morì a 53 anni di Streptococcus pneumoniae il 16 maggio 1990.

## Henson nella cultura
Jim Henson è spesso citato in Il teatro di Sabbath di Philip Roth. Henson rappresenta la grande occasione mancata per Mickey Sabbath, il dolente burattinaio edonista che dà il titolo al libro. A Sabbath era stato proposto, nel 1969, di entrare a far parte del cast di Sesame Street, ma egli aveva rifiutato.

## Filmografia parziale

### Regista
- Time Piece - cortometraggio (1965)
- Giallo in casa Muppet (The great Muppet caper) (1981)
- Dark Crystal (The Dark Crystal), co-regia con Frank Oz (1982)
- Labyrinth - Dove tutto è possibile (Labyrinth) (1986)

### Attore
- Time Piece - cortometraggio (1965)
- Tutto in una notte (Into the Night), regia di John Landis (1985)

### Doppiaggio
- Ecco il film dei Muppet (The Muppet Movie), regia di James Frawley (1979)
- Giallo in casa Muppet (The Great Muppet Caper) regia di Jim Henson (1981)
- Dark Crystal (The Dark Crystal) regia Jim Henson e Frank Oz (1982)
- I Muppet alla conquista di Broadway (The Muppets take Manhattan) regia di Frank Oz (1984)
- Labyrinth - Dove tutto è possibile (Labyrinth) regia di Jim Henson (1986)